# MLB Draft 1978
Der MLB Draft 1978 war der 14. Draft, der von der Major League Baseball veranstaltet wurde. An erster Stelle wurde Bob Horner von den Atlanta Braves ausgewählt. 

## Hintergrund
Bereits im Jahr 1978, unmittelbar nach dem Draft, gelang vier Spielern der Sprung aus dem Amateurbereich in die Major League Baseball. Zu diesen gehörten Third Baseman Bob Horner von der Arizona State University, der an erster Stelle von den Atlanta Braves ausgewählt wurde, die Pitcher Tim Conroy und Mike Morgan von den Oakland Athletics und Brian Milner von den Toronto Blue Jays.  
Weitere zukünftige MLB-Spieler, die von den Atlanta Braves neben Horner ausgewählt wurden, waren Matt Sinatro in der zweiten Runde, Steve Bedrosian in der dritten Runde, Rick Behenna in der vierten Runde, Jose Alvarez in der achten Runde und Gerald Perry in der elften Runde.  
Zu den erwähnenswerten Spielern im Juni Draft gehörten außerdem Lloyd Moseby und Dave Stieb von den Toronto Blue Jays, Mike Marshall und Steve Sax von den Los Angeles Dodgers, Cal Ripken Jr. und Mike Boddicker von den Baltimore Orioles, Kirk Gibson von den Detroit Tigers, Kent Hrbek von den Minnesota Twins und Hubie Brooks von den New York Mets.

## Erstrundenwahlrecht
|  | = All-Star |  |  | = Baseball Hall of Famer |

| Pick | Spieler          | Mannschaft            | Position | Schule                            |
| ---- | ---------------- | --------------------- | -------- | --------------------------------- |
| 1    | Bob Horner       | Atlanta Braves        | 3B       | Arizona State University          |
| 2    | Lloyd Moseby     | Toronto Blue Jays     | 1B       | Oakland, Kalifornien              |
| 3    | Hubie Brooks     | New York Mets         | SS       | Arizona State University          |
| 4    | Mike Morgan      | Oakland Athletics     | RHP      | Las Vegas, Nevada                 |
| 5    | Andy Hawkins     | San Diego Padres      | RHP      | Waco, Texas                       |
| 6    | Tito Nanni       | Seattle Mariners      | OF       | Philadelphia, Pennsylvania        |
| 7    | Bob Cummings     | San Francisco Giants  | C        | Chicago, Illinois                 |
| 8    | Nick Hernandez   | Milwaukee Brewers     | C        | Hialeah, Florida                  |
| 9    | Glenn Franklin   | Montreal Expos        | SS       | Chipola Junior College            |
| 10   | Phil Lansford    | Cleveland Indians     | SS       | Santa Clara, Kalifornien          |
| 11   | Rod Boxberger    | Houston Astros        | RHP      | University of Southern California |
| 12   | Kirk Gibson      | Detroit Tigers        | OF       | Michigan State University         |
| 13   | Bill Hayes       | Chicago Cubs          | C        | Indiana State University          |
| 14   | Tom Brunansky    | California Angels     | OF       | West Covina, Kalifornien          |
| 15   | Robert Hicks     | St. Louis Cardinals   | 1B       | Pensacola, Florida                |
| 16   | Lenny Faedo      | Minnesota Twins       | SS       | Tampa, Florida                    |
| 17   | Nick Esasky      | Cincinnati Reds       | SS       | Carol City, Florida               |
| 18   | Rex Hudler       | New York Yankees      | SS       | Fresno, Kalifornien               |
| 19   | Brad Garnett     | Pittsburgh Pirates    | 1B       | DeSoto, Texas                     |
| 20   | Tim Conroy       | Oakland Athletics     | LHP      | Monroeville, Pennsylvania         |
| 21   | Gerry Aubin      | Pittsburgh Pirates    | OF       | Albany, Georgia                   |
| 22   | Robert Boyce     | Baltimore Orioles     | 3B       | Cincinnati, Ohio                  |
| 23   | Rip Rollins      | Philadelphia Phillies | 1B/RHP   | Sparta, North Carolina            |
| 24   | Matt Winters     | New York Yankees      | OF       | Williamsville, New York           |
| 25   | Buddy Biancalana | Kansas City Royals    | SS       | Greenbrae, Kalifornien            |
| 26   | Brian Ryder      | New York Yankees      | RHP      | Shrewsbury, Massachusetts         |

* Hat keinen Vertrag unterschrieben

## Weitere erwähnenswerte Spieler
- Cal Ripken Jr., 2. Runde (Baltimore Orioles)
- Rob Deer, 4. Runde (San Francisco Giants)
- Dave Stieb, 5. Runde (Toronto Blue Jays)
- Tim Wallach, 8. Runde (California Angels)
- Steve Sax, 9. Runde (Los Angeles Dodgers)
- Mark Langston, 15. Runde (Chicago Cubs)
- Kent Hrbek, 17. Runde (Minnesota Twins)
- Ryne Sandberg, 20. Runde (Philadelphia Phillies)
- Howard Johnson, 21. Runde (New York Yankees)
- Rick Leach, 24. Runde (Philadelphia Phillies)